# Смит, Уолтер Беделл
Уолтер Беделл Смит (англ. Walter Bedell «Beetle» Smith, 5 октября 1895 — 9 августа 1961) — американский военный и государственный деятель, Директор Центральной разведки и глава ЦРУ США (1950—1953).

## Биография
Родился в Индианаполисе, в 1910 году окончил среднюю школу, после чего записался в Национальную гвардию штата Индиана. Позднее прослушал краткий курс Батлеровского университета. После вступления США в Первую мировую войну принимал участие в боевых действиях на территории Франции в качестве пехотинца 4-й американской дивизии. 27 ноября 1917 года произведен в офицеры. Служил в военной разведке . В июле 1920 года зачислен в кадровый офицерский состав армии США. Оставаясь офицером армии, на четыре с половиной года был прикомандирован к Бюро бюджета. Также был вице-президентом государственной комиссии, ведавшей распределением оставшихся после 1-й мировой войны военных запасов.
В 1935 году окончил Школу Генерального штаба, а в 1937 году — Армейский военный колледж, после чего служил инструктором Пехотной школы.
На момент вступления Соединенных Штатов во Вторую мировую войну (7 декабря 1941) — секретарь Генерального штаба армии США, бригадный генерал. С сентября 1942 года — начальник штаба при генерал-лейтенанте Эйзенхауэре. Оставался начальником штаба Эйзенхауэра и после назначения последнего на должность верховного главнокомандующего войсками союзников в Европе. В сентябре 1943 года вел переговоры о капитуляции итальянских войск, в мае 1945 года — о капитуляции германского вермахта. 7 мая 1945 года от имени союзного командования подписал в Реймсе Акт о безоговорочной капитуляции Германии. С марта 1946 по декабрь 1948 год — посол США в Советском Союзе, затем командующий 1-й армией.
21 августа 1950 года назначен президентом Трумэном директором Центральной разведки и (по должности) главой Центрального разведывательного управления, 28 августа утвержден Сенатом, вступил в должность 7 октября. Находился на этом посту вплоть до 9 февраля 1953 года. Генерал армии (1 июля 1951). 9 февраля 1953 года уволился из ЦРУ и ушёл в отставку с военной службы. В 1953—1954 годах — заместитель госсекретаря США, затем занимался бизнесом, был членом совета директоров ряда ведущих компаний США, включая «Юнайтед фрут компани» (United Fruit Co.).
Автор книг «Мои три года в Москве» («My Three Years in Moscow», 1949) и «Шесть великих решений Эйзенхауэра» («Eisenhower’s Six Great Decisions», 1956).
Награжден орденами 14 стран мира, включая советский Орден Кутузова 1-й степени.
Похоронен на Арлингтонском национальном кладбище.